# Thierry Bonalair
Thierry Bonalair est un footballeur français né le 14 juin 1966 à Paris. Il est défenseur. 
Il gère désormais avec Christophe Robert le multiplexe R'Soccer, installé dans l'ancienne usine Georges Renault de Saint-Sébastien-sur-Loire.

## Carrière de joueur
- -1983 :  US Chauny
- 1983-1987 :  Amiens SC
- 1987-1992 :  FC Nantes
- 1992-1993 :  AJ Auxerre
- 1993-1995 :  Lille OSC
- 1995-1997 :  Neuchâtel Xamax
- 1997-2000 :  Nottingham Forest
- 2000-2001 :  FC Zurich[2]

## Palmarès
- International espoir français.

## Carrière d'entraîneur
- 2003-2004 :  La Roche Vendée Football
- 2006-2011 :  Lille OSC (superviseur)
- Depuis 2011 :  FC Girondins de Bordeaux (superviseur)